# 妖怪ウォッチ (ゲーム)
『妖怪ウォッチ』（ようかいウォッチ）は、レベルファイブより2013年7月11日に発売されたニンテンドー3DS専用のRPGソフト。日本ゲーム大賞2014「年間作品部門」大賞受賞作品。
2019年10月10日には同シリーズ初となるリメイク作品である『妖怪ウォッチ1 for Nintendo Switch』、2021年7月10日には妖怪ウォッチシリーズ8周年として『妖怪ウォッチ1 スマホ』が発売された。本項目ではこれら2作品についても記載する。

## ストーリー
ある夏の暑い日、さくらニュータウンに住むごく普通の小学5年生ケータとフミちゃんは、友達との会話の流れで虫取りをしていると、おおもり山で妖怪執事ウィスパーと出会い、妖怪を見ることのできる不思議な時計・妖怪ウォッチを手に入れる。日常の至る所に出没する妖怪と「ともだち」になり、時には彼らと協力して、町の人々の悩み・問題を解決していく。
その一方、妖怪たちの住む「妖魔界」では、とある妖怪による企みが進められていた。

## ゲームシステム
ゲーム内には町中で起こるさまざまな目的があり、それをクリアして物語を進めていく方式である。なお、途中「クエスト」がいくつかあり、それをクリアしてお金or経験値を集めるのも手である。
クエストを始め、下記の陣形やオートバトルといった基本的なバトルシステムは以降のシリーズでもほぼ継承されている。

### 育成システム
「けいけんち（経験値）」の蓄積でレベルアップするという、多くのRPGで採用されているシステムを取り入れている。基本的にはバトルに参加してけいけんちを蓄積していくが、専用アイテム「けいけんちだま」を用いたレベルアップも可能である。レベルの最大値はいずれの妖怪においても99。レベルアップに伴って能力値も上昇するが、後述のとおり行動パターンに関する性格によってレベルアップ時の上昇率が異なる。
バトルにおける妖怪の能力は、HP、ちから、ようりょく、まもり、すばやさの5つからなる。
妖怪の性格には、「まじめ度」に関する性格と行動パターンに関する性格の2種類がある。まじめ度に関する性格は「ダメダメ」「ぐうたら」「気まぐれ」「まじめ」「超まじめ」の5段階がある。いずれも「超まじめ」に近くなるほどサボる確率が低くなる。妖怪を「ともだち」にした直後は最低段階であるが、バトルに参加したり、アイテム「まじめに生きる」本を使用することでまじめ度を上げることができる。
行動パターンに関する性格は、専用のアイテムを使用することで変更することが可能である。また、レベルアップ時の能力上昇も、行動パターンに関する性格によって変動する。

### バトルシステム
6体の妖怪のうち、3体が前衛・3体が後衛となり、基本的には前衛の妖怪が自動的に攻撃やガード、「とりつき」（味方のサポートや相手の状態異常）等の動作を行うオートバトル形式。「まじめ度」の低い妖怪はサボって行動しない事もある。
バトルで倒した妖怪はランダムで「ともだち」契約を希望してくる場合があり、妖怪メダルをもらって召喚できるようになる。この他、妖怪ガシャを回す事や、妖怪メダル（玩具）の読み込み、ストーリー上で必然的に「ともだち」になる妖怪などもいる。
編成
妖怪メダルの配置された環状のメンバーサークルを動かすことにより、戦闘状況に応じて前衛と後衛を入れ替えることができる。「わざ」「ねらう」といった行動を指示することも可能。
わざ
前衛にいる妖怪の「わざ」（必殺技）を発動する。発動には、少しずつ蓄積される妖力ゲージが満タンの状態で、タッチ操作でチャージする必要がある。
ねらう
ターゲットにピンを刺すことで、集中攻撃をしたい敵を指定する。
おはらい
後衛にいる妖怪の「とりつき」を治す。完了すると、おはらいされた妖怪のけいけんちが蓄積する。また、おはらいを開始する際に低確率で「超ラッキー」となり、完了時獲得する経験値が大幅に増える。
アイテム
味方のHPを回復するもの、必殺技を使う際に使用する妖気ゲージを溜めるもの、能力を上げるものがある。敵に食べ物を与えることで、「ともだち」になる確率を上げることもできる。
また、前衛に同じ種族の妖怪が2体以上いると、陣形が発動することによって妖怪のステータスが上がる。どのステータスが上がるかは陣形によって異なる。
- イサマシの陣 - ちからが上昇
- ゴーケツの陣 - まもりが上昇
- フシギの陣 - ようじゅつが上昇
- プリチーの陣 - すばやさが上昇

- ポカポカの陣 - かいふくが上昇
- ウスラカゲの陣 - とりつき確率が上昇
- ブキミーの陣 - とりつき効果が上昇
- ニョロロンの陣 - とりつき耐性が上昇

### 通信システム
ゲーム機のローカル通信やインターネット通信（Switch版のみ）を用いたプレイができる。
すれちがい通信
3DS版のみに実装。すれちがい通信によって他のプレイヤーの妖怪が「さすらい荘」に現れ対戦できる。
ごく稀に、転々とさすらい続けるとされる妖怪「ツチノコパンダ」が現れる。
3DS版での各シリーズ『2』『3』にも同様のシステムが実装されている。
通信対戦
基本的なバトルシステムは通常のバトルと同様であるが、以下のルールが追加される。
- 戦闘開始された段階では、HPが満タン、妖力ゲージが0。
- アイテム、逃げるは使用できない。
- メンバーサークルの回転に時間制限（3秒ルール）がある。

## イベント

### 鬼時間
ゲーム内のマップ移動中に突発的に起こるイベント。赤鬼or青鬼or黒鬼配下のみちび鬼　ぎしんあん鬼が現われ、主人公を追ってくる。主人公は赤鬼に捕まらないようフィールドからの脱出を目指す。フィールド内には限定の宝箱あり、そこからレアアイテムを収集することが可能。画面右上にあるウォッチに3、2、1と表示されてから発生する。捕まると鬼と戦闘になる。鬼に勝利時は見回り鬼も全部消滅する。(探索を続けることもできる)
なお、Switch版・スマホ版ではこのマップにいる際にのみ、ダッシュ時にスタミナを消費する。

### 指名手配妖怪
フィールド状に現れる指名手配妖怪を捕まえるとパスワードを受け取り、3回逮捕するとレアアイテムがもらえる。後の『2』『3』にもルールを変え登場する。

### ふしぎなレンズ
3DS版のみに実装。本体のカメラで撮影すると画像に妖怪が現れ、その種類によってアイテムがもらえる。

## 登場キャラクター

### 人間
ゲーム開始時にケータとフミちゃんのどちらかを選び、名前の変更も可能（苗字は固定）。ゲーム中のセリフなども一部変化する。
ケータ / 天野 景太（あまの けいた）
声 - 戸松遥
男の子主人公。さくらニュータウンに住む小学5年生。妖怪ウォッチは白い腕時計型を扱う。
フミちゃん / 木霊 文花（こだま ふみか）
声 - 遠藤綾
女の子主人公。小学5年生でケータとはクラスメイト。妖怪ウォッチはピンクの懐中時計型を扱う。

### 妖怪
ウィスパー
声 - 関智一
190年前に妖怪ガシャに封印された白い火の玉状の妖怪。今作では妖怪としての素性は一切明かされない。封印を解いてくれたお礼に主人公に妖怪ウォッチを渡し、「妖怪執事」として主人公をサポートする。
Switch版、スマホ版ではアニメ版および発売済み作品からの逆輸入として、妖怪パッドを持ちながらの発言や高音域のコミカルなボイスも収録されている。
ジバニャン
声 - 小桜エツコ
車に轢かれて死んだネコが地縛霊になった妖怪。種族はプリチー族。生前に自身が轢かれた交差点で主人公と出会い「ともだち」になる。
今作では常に交差点にいる。
コマさん
声 - 遠藤綾
田舎からやって来た狛犬の妖怪。種族はプリチー族。
コマじろう
声 - 遠藤綾
コマさんの双子の弟。種族はプリチー族。
オロチ
声 - 笹本優子
エンマ大王に仕えるエリート妖怪。種族はニョロロン族。今作では主人公の危機を救おうとよく手助けする。
キュウビ
声 - 永田亮子
さくらニュータウンにおける妖怪の治安を維持する妖怪。種族はフシギ族。今作では主人公にいたずらする場面がみられる。

## 用語
妖怪
イサマシ・フシギ・ゴーケツ・プリチー・ポカポカ・ウスラカゲ・ブキミー・ニョロロンの8の種族に分かれている。また、それぞれ火・水・雷・風・土・氷・回復・吸収の技属性がある。
一部の妖怪はレベルアップおよびアイテムや妖怪同士の合成で「進化」する。特定の場所ではボス妖怪が潜んでいる。
妖怪ウォッチ
今作で登場するのは初代の1種類のみ。妖怪が近くに隠れているときにはレーダーが反応し、その妖怪ランク（S〜E）も表示される。サーチするとシルエットのような妖怪の姿が次第にハッキリと姿を現し、バトルに突入する。
チョーシ堂の店主に依頼すれば、より高いランクの妖怪を探すためにグレードアップ出来るが、その都度店主から提示されるクエストのクリアが条件となる。また、ウォッチランクを一定以上にすることで解放される「ウォッチロック」という封印の扉が要所に点在しているため、ストーリー上強化は必須となる。(ストーリークリア後にウォッチランクSにすることが可能)
妖怪メダル
「ともだち」になった妖怪から渡される、妖怪ウォッチで妖怪を召喚する際に必要なメダル。今作では銀フレームの通常メダルと金フレームのレジェンドメダルがある。
特定の妖怪メダル8種を入手すると、レジェンド妖怪が解放される。
妖怪ガシャ
おおもり山の神木に配置する。ウィスパーが封じられていた所でもある。ガシャコインを消費して回すと「ともだち」になれる妖怪やアイテムが出現する。1日に回せる回数があり3DSでは固定で三回・switchとスマホ版ではランダムで変動する。
妖怪パッド
今作ではSwitch版でのみ登場。メニュー画面ではこの機械を操作してアプリケーションを開く設定が追加されている。

## 舞台
桜町
主人公たちの住む街。妖魔界への入口があるため妖怪が数多く潜み、「妖怪のしわざ」によって困りごとを抱える人もいる。しかし守り神であるキュウビの統治と街を守る結界によって、一般人に直接大きな危害を加える妖怪はほとんど存在せず、基本的には平穏が保たれている。
さくらニュータウン
ケータとフミちゃんの家がある住宅街。二人や友達が通う「さくら第一小学校」や銀行や郵便局もある。「さくら第一小学校」は昼間は夏休み中に出勤している教師や補習の生徒たちがいるが、夜は妖怪の巣窟化しており、また学校の屋上は街の守り神であるキュウビのお気に入りの場所とされている。
おおもり山
さくら住宅街の北側にある。小学校裏手の石段を上がれば「おおもり神社」があり、その奥には妖怪ガシャと「妖魔界」の入口となるご神木がある。山奥には「どんこ池」や「廃トンネル」があり、山頂の展望台からはさくらニュータウンを一望できる。なお、山頂はエンマ大王の側近であったオロチが、エンマ大王との約束のために頻繁に訪れている。モデルは福岡市の飯盛山および飯盛神社である。
団々坂
さくら住宅街から、川を隔てた西側にある。開発から取り残され、昔からの街並みを残している。名前の通り道は坂や階段が多く、入り組んでいるのが特徴。妖怪ウォッチを改造できる「時計のチョーシ堂」や銭湯や駄菓子屋、こひなた駅の近くにクマの家などがある。団々坂の西側には妖怪と所縁のある正天寺があり、更にその西側の奥には邪悪な妖怪が封印されている「ムゲン地獄」への入口があるとされる。
さくら中央シティ
さくら住宅街の南側にある。都会として賑わっており、主人公たちの父親が務める会社や、ゲームセンター、桜中央駅、夜に開店するスナック等様々なお店がある。東側にはジム建設予定の工事現場があるが、なかなか進んでおらず「おぼろ入道」が住み着いている。広く東南部はさざなみ公園エリアである。
おつかい横丁
団々坂の南側、さくら中央シティの西側にある。団々坂と同じく昔からの街並みを残しており、北側にあるフラワーロード商店街には昔から続く店が並んでおり、また夜のみに開く骨董屋もある。かつては「おキツネさま」を祀る稲荷神社があったが、現在は撤去されている。街の南側にはやや古びた「あんのん団地」と廃墟になった「かげむら医院」があり、特に「かげむら医院」は不気味な噂が絶えず心霊スポットとなっている。
そよ風ヒルズ
さくら住宅街の東側にある。北側は高級住宅街であり、カンチの家などセレブな家庭が多く暮らしている。また、東北の方角にある蔵岩邸は「ムゲン地獄」への手がかりがあると噂されている。南側には「ひょうたん池」（モデルは大濠公園）があり、その近くには公園や博物館がある。潮風トンネルでさくら中央シティとも繋がっている。

妖魔界
妖怪たちの暮らす世界。おおもり神社の御神木の中に封印されている「妖怪エレベーター」と呼ばれる専用のエレベーターを使うことにより、人間界と行き来することができる。えっけん回廊道中の柵が壊れている所から、はらぺこ峠・うそつき山・あらくれ街道というダンジョンに行くことができる。5つの門があり、その内3つが赤鬼・青鬼・黒鬼が門番を務めている。(途中にウォッチランクSでふさがれた柵がありそこに落ちるとこめ爺と一日一回戦える)

## 連動

### 玩具との連動
妖怪メダル
裏面のQRコードをカメラで読み取ることで、ガシャコインを入手できる。

## ゲーム内アニメスタッフ
- アニメーションエグゼクティブプロデューサー - 奥野敏聡
- 監督・絵コンテ - ウシロシンジ
- 演出 - 駒谷健一郎
- キャラクターデザイン - 一石小百合
- 作画監督 - 酒向大輔・中野悟史
- 作画監督協力 - 武内啓
- 動画検査 - 鈴木三音子
- 色彩設計 - 角野江美
- 色指定・仕上検査 - 角野江美
- 特殊効果 - 太田憲之
- 美術監督 - 小濱俊裕
- 美術設定 - 青木薫
- 美術 - 美峰

- 撮影監修 - 柚木脇達己
- 撮影監督 - 山道奈保美
- CGI - OLM Digital
- CGIプロデューサー - 小林雅士
- CGIディレクター - 森泉仁智
- 編集 - 三浦亜矢子
- 編集助手 - 賽蔵旬也
- 制作協力 - Wish
- 制作進行 - 石崎克誉
- 制作デスク - 河北学
- 制作担当 - 井上たかし
- アニメーション制作 - OLM TEAM INOUE

## 妖怪ウォッチ1 リメイク版

### 妖怪ウォッチ1 for Nintendo Switch
『妖怪ウォッチ1 for Nintendo Switch』（ようかいウォッチワン フォアニンテンドースイッチ）は2019年10月10日に発売された『妖怪ウォッチ』第1作のNintendo Switch移植版。プラットフォーム変更に伴いHD画質の一画面となり、インターネット通信対戦機能やキャラクターボイスなどが追加されている。また、一部のキャラが3DS版の声とは異なり『妖怪ウォッチ2 元祖/本家』以降のボイスが使用されている。
連動玩具は『妖怪ウォッチ4 ぼくらは同じ空を見上げている・妖怪ウォッチ4++』同様に『妖怪アーク』『DX妖聖剣シリーズ』『妖怪Yメダル』であり、いずれもNFC対応となっている。連動は「NEO YCチップ」規格の玩具に限られ、QRコードのみの妖怪メダルやドリームメダル・トレジャーメダルは使用できない。

### 妖怪ウォッチ1 スマホ
『妖怪ウォッチ1 スマホ』（ようかいウォッチワン スマホ）は2021年7月10日に発売された『妖怪ウォッチ』第1作のスマートフォン（iOS、Android用）移植版。当初は『妖怪ウォッチ for スマートフォン』のタイトルで2016年秋にアプリ配信予定だったが、2017年春へ延期を発表、その後も延期が重なった後にタイトルを変更した上で2021年7月10日に配信を開始した。
1人プレイのみ対応し、通信・対戦の要素は削除。連動玩具は『4』およびSwitch版と同様。従って連動にはNFC対応のスマートフォンが必須となる。